# Mistrzostwa Polski w Szachach 1960
Mistrzostwa Polski w Szachach 1960 – turniej szachowy, rozegrany w 1960 r. we Wrocławiu, mający na celu wyłonienie 17. mistrza Polski mężczyzn. Turniej rozegrano systemem kołowym z udziałem 16 zawodników.
Kobiety nie rozegrały w 1960 r. finału mistrzostw Polski, a zamiast niego – 6-osobowy, dwukołowy turniej kadry, będący eliminacją do turnieju strefowego (eliminacji mistrzostw świata kobiet), który odbył się w Łodzi. Zwyciężyła w nim Henryka Konarkowska (7½), przed Haliną Szpakowską (6½), Mirosławą Litmanowicz (6), Danutą Samolewicz (4½), Aleksandrą Szpakowską (3½) i Apolonią Litwińską (2).
Złoty medal zdobył Bogdan Śliwa (6. raz w karierze).

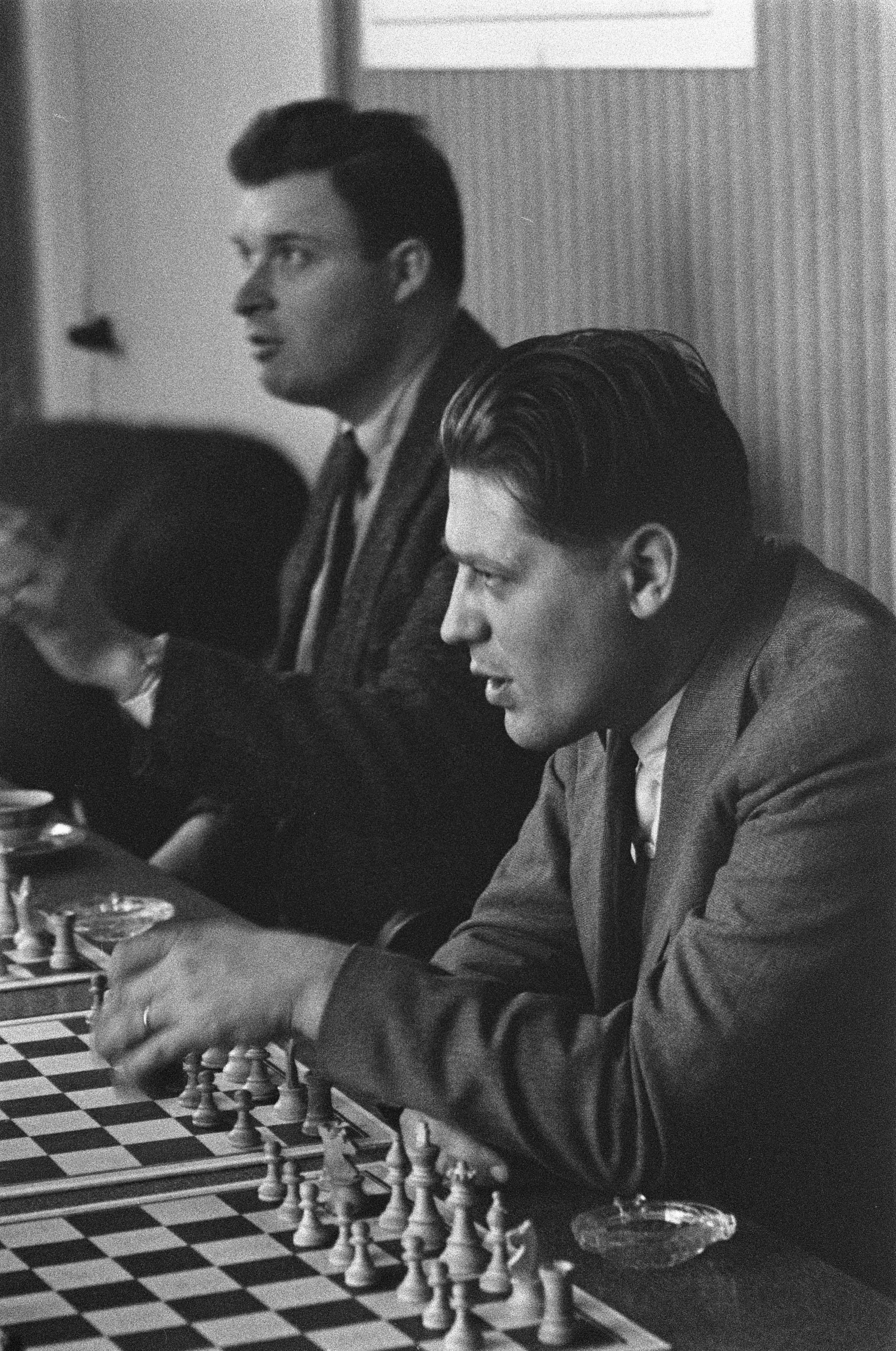

## Wyniki 17. Mistrzostw Polski Mężczyzn
Wrocław, 20 kwietnia – 11 maja 1960
| Miejsce | Zawodnicy             | 1 | 2 | 3 | 4 | 5 | 6 | 7 | 8 | 9 | 10 | 11 | 12 | 13 | 14 | 15 | 16 | Razem | Berger |
| ------- | --------------------- | - | - | - | - | - | - | - | - | - | -- | -- | -- | -- | -- | -- | -- | ----- | ------ |
| złoto   | Bogdan Śliwa          |   | 1 | ½ | 1 | 1 | 1 | ½ | ½ | 1 | 1  | ½  | ½  | 1  | 0  | 1  | 1  | 11½   |        |
| srebro  | Zbigniew Doda         | 0 |   | 1 | ½ | 0 | ½ | 1 | ½ | ½ | 1  | ½  | 1  | 1  | 1  | 1  | 0  | 9½    |        |
| brąz    | Ryszard Drozd         | ½ | 0 |   | ½ | 1 | ½ | 0 | ½ | ½ | 1  | ½  | ½  | ½  | 1  | 1  | 1  | 9     | 60,75  |
| 4       | Andrzej Filipowicz    | 0 | ½ | ½ |   | ½ | ½ | 0 | ½ | 1 | ½  | 1  | 1  | ½  | ½  | 1  | 1  | 9     | 59,75  |
| 5       | Manfred Mannke        | 0 | 1 | 0 | ½ |   | 0 | 0 | ½ | 1 | ½  | ½  | 1  | 1  | 1  | 1  | 1  | 9     | 58,00  |
| 6       | Jacek Bednarski       | 0 | ½ | ½ | ½ | 1 |   | 1 | ½ | 0 | 1  | ½  | 1  | ½  | 1  | ½  | 0  | 8½    | 61,75  |
| 7       | Alfred Tarnowski      | ½ | 0 | 1 | 1 | 1 | 0 |   | 1 | 0 | 0  | ½  | 0  | 1  | 1  | ½  | 1  | 8½    | 61,00  |
| 8       | Stefan Brzózka        | ½ | ½ | ½ | ½ | ½ | ½ | 0 |   | ½ | ½  | ½  | ½  | 1  | 1  | ½  | 1  | 8½    | 58,75  |
| 9       | Józef Gromek          | 0 | ½ | ½ | 0 | 0 | 1 | 1 | ½ |   | ½  | 0  | 1  | ½  | 1  | 1  | 1  | 8½    | 55,50  |
| 10      | Stanisław Gawlikowski | 0 | 0 | 0 | ½ | ½ | 0 | 1 | ½ | ½ |    | 1  | 1  | ½  | 0  | ½  | 1  | 7     |        |
| 11      | Horst Podolski        | ½ | ½ | ½ | 0 | ½ | ½ | ½ | ½ | 1 | 0  |    | ½  | ½  | ½  | 0  | ½  | 6½    |        |
| 12      | Władysław Pojedziniec | ½ | 0 | ½ | 0 | 0 | 0 | 1 | ½ | 0 | 0  | ½  |    | ½  | ½  | 1  | 1  | 6     | 39,25  |
| 13      | Witold Balcerowski    | 0 | 0 | ½ | ½ | 0 | ½ | 0 | 0 | ½ | ½  | ½  | ½  |    | ½  | 1  | 1  | 6     | 37,25  |
| 14      | Stefan Witkowski      | 1 | 0 | 0 | ½ | 0 | 0 | 0 | 0 | 0 | 1  | ½  | ½  | ½  |    | ½  | ½  | 5     |        |
| 15      | Zygmunt Gabryś        | 0 | 0 | 0 | 0 | 0 | ½ | ½ | ½ | 0 | ½  | 1  | 0  | 0  | ½  |    | ½  | 4     |        |
| 16      | Tadeusz Łubieński     | 0 | 1 | 0 | 0 | 0 | 1 | 0 | 0 | 0 | 0  | ½  | 0  | 0  | ½  | ½  |    | 3½    |        |